# Heinrich Schëuch

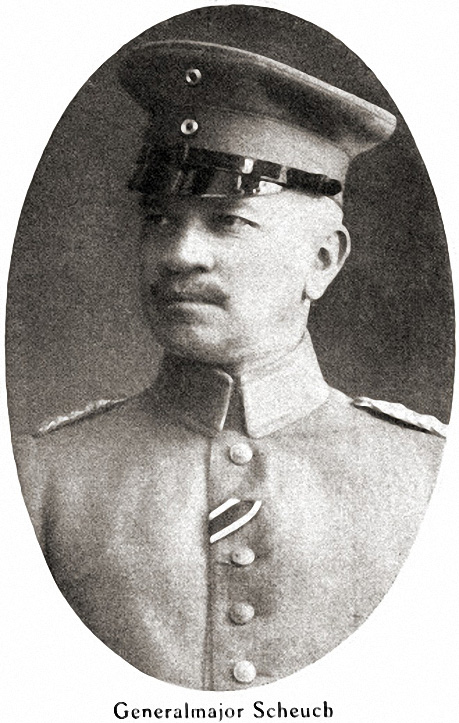
Heinrich Schëuch.

Heinrich Schëuch, född 21 juni 1864 i Sélestat, död 3 september 1946 i Bad Kissingen, var en tysk militär och krigsminister.
Schëuch blev officer vid infanteriet 1883, överste och regementschef 1913, stabschef 1914, generalmajor och brigadchef 1916, chef för 33:e infanterifördelningen (på Östfronten) 1917 och för Kriegsamt samma år. I oktober 1918 blev han generallöjtnant och preussisk krigsminister (efter Hermann von Stein), men avgick redan i januari 1919, då han försattes i disponibilitet.
Kommendör av Kungl. svenska Svärdsorden (KSO) 1912..